# Pirates of the Spanish Main

Schiffe aus dem Spiel mit selbstgebastelter Insel

Pirates of the Spanish Main (Deutsch: Piraten der spanischen Meere) ist ein von WizKids Inc. erfundenes „Constructible Strategy Game“. Dabei vereint es in sich die beiden Genres des Tabletops und des Sammelkartenspiels. Das Spiel erschien im Juli 2004 in den USA und wurde seither durch acht Erweiterungen ergänzt.

## Beschreibung
Mit kleinen Schiffen versuchen zwei oder mehr Spieler, Gold von Inseln zu sammeln oder die feindliche Flotte (Marine) zu versenken. Dank dem Prinzip des „Tabletops“ gibt es kein festes Spielfeld. Genutzt werden kann jede Tischfläche, auf der Inseln ausgelegt werden, um die die Spieler ihre Schiffe navigieren. Zum Messen der Distanzen hat sich WizKids einen einfachen Trick einfallen lassen: Es gibt zwei Distanzklassen, kurz (short) und lang (long). Diese sind auf der Rückseite jeder Schiffskarte zu finden und entsprechen der kurzen, bzw. der langen Kartenseite. Es gibt verschiedene Nationalitäten, nämlich folgende:
Deutsch:
- Die Piraten (Eingeführt in „Spanische Meere“)
- Die Engländer (Eingeführt in „Spanische Meere“)
- Die Spanier (E. i. „Spanische Meere“)
- Die Franzosen („Totenkopfküste“)
- Die U.S. Amerikaner („Revolution“)
- Die Verfluchten, eine übernatürliche Fraktion für Seemonster und Ähnliches („Fluch von Davy Jones“)

Nur im Englischen Sprachraum:
- Die „Jade Rebellion“, eine Art Zusammenschluss Asiatischer Piraten, mit denen auch vielmastige Dschunken ins Spiel kamen („South Chine Seas“)
- „Mercenaries“, eine wissenschaftliche Fraktion, die unter anderem U-Boote einführte („Mysterious Islands“)
- Die Wikinger („Vikings“), die keine „richtigen“ Wikinger, sondern Normannen sind und Namen aus der nordischen Mythologie verwenden („Frozen North“)
- „Barbary Corsairs“, in etwa: Barbarische Korsaren, sie führten die Katamarane ein („Barbary Coast“)

Im Laufe der Serie wurden auch Seemonster, Titanen (Krebsähnliche Monster) und Seeschlangen eingeführt.

## Erweiterungen/Editionen
Englisch:
- Pirates of the Spanish Main
- Pirates of the Crimson Coast
- Pirates of the Revolution
- Pirates of the Barbary Coast
- Pirates of the South China Seas
- Pirates of Davy Jones’ Curse
- Pirates of Mysterious Islands
- Pirates: Quest for Davy Jones’ Gold (Boardgame)
- Pirates of the Frozen North
- Pirates at Oceans Edge
- Pirates of the Spanish Main RPG (Rollenspiel)
- Pirates: Rise of the Fiends
- Pirates: Fire and Steel

Deutsch:
- Piraten der Spanischen Meere (unlimitiert)
- Piraten der Totenkopf-Küste
- Piraten der Revolution
- Piraten und der Fluch von Davy Jones
- Piraten und die Suche nach dem Gold von Davy Jones (Brettspiel)
- Piraten der Verwunschenen Inseln

In Vorbereitung:
- Rebranding als Pocket Model Game (PMG), 100 % kompatibel zu bisherigen Sets
- 24. Oktober 2007: Disneys Pirates of the Caribbean PMG
- Januar 2008: Pirates of the Cursed Seas Pocket Model Game: Rise of the Fiends